# فوسه‌هارا نوبوهارو
فوسه‌هارا نوبوهارو (به ژاپنی: 伏原 宣明 ふせはら のぶはる)، تولد ۱۷۹۰ - مرگ ۱۸۶۳ میلادی، کوگیو (اشراف درباری) و محقق کنفوسیوس‌گرایی در اواخر دوره ادو بود. پسر شوری گون نو دایفو (گوندایفوی شوری)، فوشی‌هارا نوبوتاکه. به مدت سه نسل در دربار امپراتوری خدمت کرد: امپراتور کوکاکو (۱۱۹مین)، امپراتور نینکو (۱۲۰مین) و امپراتور کومئی (۱۲۱مین). رتبه رسمی او شونی (رتبه دوم ارشد) و میوتسوگه هاکاسه بود. او هشتمین رئیس خانواده فوشی‌هارا بود.
او به عنوان یک محقق کنفوسیوسیِ همراه در دربار امپراتوری در اواخر دوره ادو، کنفوسیوسیسم را به تعدادی از جوانان خانواده امپراتوری و اشراف، که از دوره باکوماتسو (آخرین روزهای شوگون‌سالاری توکوگاوا) تا دوره میجی فعال بودند، آموزش داد. امپراتور جوان میجی و ایواکورا تومومی جوان نیز زیر نظر او تحصیل کردند.